# Bigg Jus
Bigg Jus, de son vrai nom Justin Ingleton, né à New York, est un rappeur américain. Il est ancien membre du groupe Company Flow avec El-P et Mr. Len. Il est également la moitié du duo Nephlim Modulation Systems avec Orko Eloheim.

## Biographie
Après la séparation de Company Flow en 2001, formé aux côtés de Mr. Len et El-P, Bigg Jus fonde le label Sub Verse Music, et se lance dans une carrière solo. Il emménage à Atlanta, en Géorgie, où il publie son EP intitulé Plantation Rhymes. Il prévoir par la suite la publication d'un premier album studio qu'il intitulera Black Mamba Serums. Cependant, après les attaques du 11 septembre 2001, il reporte la sortie de l'album, car insatisfait du résultat. Il retourne en studio et le réédite. Il publie cette version sous le titre de Black Mamba Serums v2.0 au label Big Dada en 2004. Just to prove a point to his listeners, he included the original album mp3s as bonus content.
Le 8 novembre 2005, Il publie un autre album solo, Poor People's Day. Lors d'un entretien en 2006, Bigg Jus annonce un nouvel album de Company Flow avec El-P.
En mai 2012, il annonce un nouvel album solo. Bigg Jus publie l'album solo album, Machines That Make Civilization Fun, au label Mush Records en 2012.

## Discographie

### Albums studio
- 2002 : Black Mamba Serums (uniquement au Japon)
- 2004 : Black Mamba Serums v2.0
- 2005 : Poor People's Day
- 2012 : Machines That Make Civilization Fun

### EPs
- 2001 : Plantation Rhymes

### Albums collaboratifs
- 1997 : Funcrusher Plus (avec Company Flow)
- 2003 : Woe to Thee O Land When Thy King Is a Child (avec Nephlim Modulation Systems)
- 2005 : Imperial Letters of Protection (avec Nephlim Modulation Systems)